# Cénote

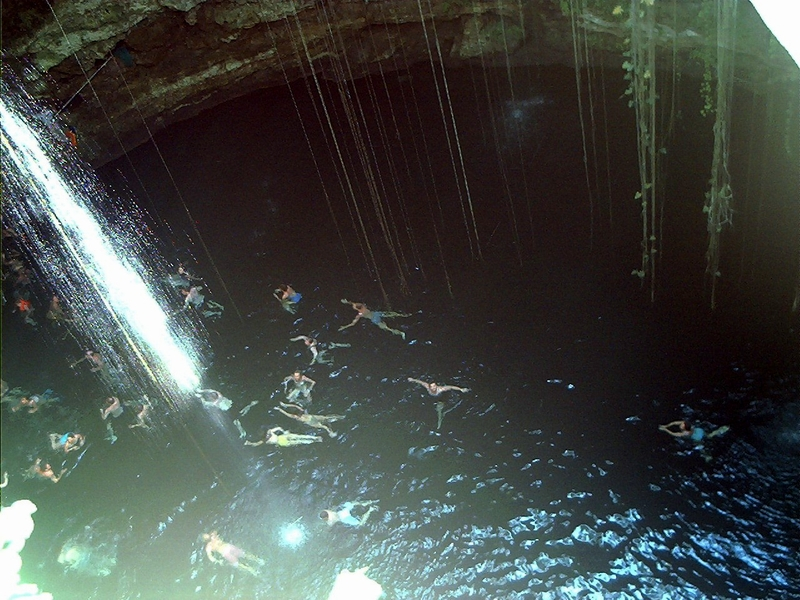
Nageurs dans un cénote dans l'État du Quintana Roo au Mexique.

Les cénotes sont des gouffres, avens ou dolines d’effondrement, en milieu karstique, totalement ou partiellement remplis d’eau. Il peut s’agir d’eau douce, ou parfois d’une couche superficielle d’eau douce et d’une couche inférieure d’eau de mer, s’ils communiquent avec l’océan par des failles ou autres conduits. Lorsqu’ils sont entièrement immergés dans l’eau de mer, on les désigne comme « trous bleus » (par exemple dans la péninsule du Yucatán au Mexique). Les cénotes sont très appréciées des amateurs de plongée.
Les cenotes se trouvent essentiellement en Amérique du Nord et centrale. Ce sont des puits naturels qui peuvent atteindre plusieurs dizaines, voire plusieurs centaines de mètres de profondeur.
Le cénote Zacatón, au nord-est du Mexique, est le plus profond connu au monde. Un robot plongeur autonome, le « DepthX », l’a exploré et cartographié. Il a atteint son fond à 318 mètres de profondeur en mai 2007.

## Étymologie
Leur nom provient du maya dz'onot signifiant « puits sacré », via l’espagnol cenote : certains d’entre eux étaient en effet considérés par les anciens Mayas comme communiquant avec l’« inframonde » et on y jetait des offrandes aux dieux du Xibalba.

## Formation
Les cénotes se sont formés à des époques glaciaires, depuis 2,4 millions d’années, lorsque les plateaux calcaires sur lesquels ils se trouvent étaient émergés, le niveau de l’océan étant plus bas de dizaines, voire de centaines de mètres. S’infiltrant dans les fissures et failles de la roche, le ruissellement des eaux de pluie a alors dissout les terrains calcaires, créant un réseau souterrain karstique de grottes et rivières.
Au Yucatán, un anneau de cénotes se trouve disposé de manière concentrique autour du cratère de Chicxulub selon la disposition des failles et fractures formées il y a environ 65 millions d'années lors de l’impact d’une météorite de 10 kilomètres de diamètre, qui a également pu être l’une des causes de l’extinction des dinosaures non-aviens.
Les cénotes dans la zone du Yucatán, sont pour la plupart reliés entre eux par un système de grottes aquatiques, formées par l’élargissement de ce même réseau de failles et fractures. On les trouve tant dans des endroits pittoresques dans la jungle (Celestún, Yucatán) qu'en ville (Valladolid, Yucatán).
Lorsque l’orifice d’un cénote est situé en dessous de la surface d’un plan d’eau (lagune, lac, mer), il apparaît sous forme d’une tache plus foncée ; on parle alors de blue hole (« trou bleu ») ou black hole (« trou noir ») selon la couleur perçue.

## Les cénotes dans la culture des Mayas
Les anciens Mayas, avant leur christianisation, donnaient un caractère sacré aux cénotes, qui étaient leurs seules réserves d’eau douce (il n’y a pas d’eau douce en surface dans la péninsule du Yucatán). D’après l’archéologue Carmen Rojas Sandoval, de l’Institut National d’Anthropologie et d’Histoire du Mexique, et Arturo H. González González, du Musée du Désert, « l’un des rituels les plus connus relativement aux cénotes sacrés était celui dénommé Chen Ku, consistant à jeter des victimes sacrificielles dans ses eaux, comme le cas bien connu du cénote sacré de Chichén Itzá ».
Pour les Mayas, le soleil se levait dans un cénote tous les matins, avant de se coucher le soir dans un autre cénote. Plus encore, le cénote était une porte vers le paradis, placé dans leur culture sous la Terre.[réf. nécessaire]
Les restes de cet héritage culturel ont une valeur historique et scientifique importante. Ils sont protégés par la Convention sur la protection du patrimoine culturel subaquatique.

## Listes de cénotes

### Cénotes du Yucatán
Le tableau ci-dessous donne une liste non exhaustive de cénotes de la péninsule du Yucatán :
| Nom                                                         | Localité                         | Commune              | État    | Dimensions | Type        | Coordonnées                  | Observations                                                                            | Image |
| San Ignacio ou Tuunich-Há                                   | Chocholá                         | Chocholá             | Yucatán | Non connu | Non connu   | Non connu                    | Dans un centre de loisir                                                                |       |
| Chansinic'Ché ou Chak-zinik-ché (Maison de la fourmi rouge) | Cuzamá                           | Cuzamá               | Yucatán | Non connu | Non connu   | Non connu                    | Aucune                                                                                  |       |
| Chelentún                                                   | Cuzamá                           | Cuzamá               | Yucatán | Non connu | Non connu   | Non connu                    | Aucune                                                                                  |       |
| Bolonchoojol ou Bolom-Chokol (Neuf trous de souris)         | Chinkilá (es)                    | Cuzamá               | Yucatán | Non connu | Non connu   | Non connu                    | Aucune                                                                                  |       |
| Cervera                                                     | Dzilam de Bravo (es)             | Dzilam de Bravo (es) | Yucatán | Non connu | Non connu   | Non connu                    | Aucune                                                                                  |       |
| Chiuán                                                      | Holcá (es)                       | Kantunil (es)        | Yucatán | Non connu | Non connu   | Non connu                    | Aucune                                                                                  |       |
| Non connu                                                   | Cholul (es)                      | Mérida               | Yucatán | Non connu | Caverne     | 21° 02′ 31″ N, 89° 33′ 29″ O | Situé dans le parc principal                                                            |       |
| Xlacah ou Xlacaj (Vieux village)                            | Dzibilchaltún                    | Mérida               | Yucatán | Non connu | Non connu   | 21° 05′ 27″ N, 89° 35′ 53″ O | Aucune                                                                                  |       |
| Chen-Há (Puits de l'eau) ou Pochote                         | Dzityá (es)                      | Mérida               | Yucatán | Dimensions de l'entrée : 10 × 6 mètres (ovale) ; distance au plan d'eau : 2 mètres ; profondeur maximale : 4 mètres.      | Noyé        | 21° 04′ 02″ N, 89° 41′ 30″ O | Vestiges archéologiques ; eau polluée par les effluents venant d'un cénote privé voisin |       |
| Non connu                                                   | Mérida                           | Mérida               | Yucatán | Non connu | Caverne     | Non connu                    | Actuellement situé sous l'immeuble « Siglo XIX »                                        |       |
| Non connu                                                   | Mérida                           | Mérida               | Yucatán | Non connu | Caverne     | Non connu                    | Actuellement situé sous la cathédrale de San Idelfonso                                  |       |
| El Tívoli                                                   | Mérida                           | Mérida               | Yucatán | Non connu | Caverne     | Non connu                    | Situé sur les terrains d'une école (à l'angle des rues calle 62 et calle 45)            |       |
| Tulipanes                                                   | Mérida                           | Mérida               | Yucatán | Non connu | Caverne     | Non connu                    | Situé sur les terrains d'un restaurant                                                  |       |
| Villa María                                                 | Mérida                           | Mérida               | Yucatán | Non connu | Caverne     | Non connu                    | Situé sur les terrains d'un couvent                                                     |       |
| Huolpoch                                                    | Mérida                           | Mérida               | Yucatán | Non connu | Caverne     | Non connu                    | Aucune                                                                                  |       |
| Kambul (Œil de cerf)                                        | Noc-Ac (es)                      | Mérida               | Yucatán | Non connu | Cántaro     | 21° 04′ 25″ N, 89° 43′ 15″ O | Présence de fossiles, notamment de manatíes et de requins (Carcharodon Megalodon)       |       |
| Dzonot-ich                                                  | San Nicolás Dzoyaxché (es)       | Mérida               | Yucatán | Non connu | Caverne     | 20° 47′ 18″ N, 89° 35′ 26″ O | Situé dans la réserve écologique de Cuxtal                                              |       |
| Non connu                                                   | San Pedro Cholul (es)            | Mérida               | Yucatán | Non connu | Caverne     | 21° 01′ 48″ N, 89° 33′ 01″ O | Situé à l'intérieur de l'hacienda                                                       |       |
| Non connu                                                   | Sierra Papacal (es)              | Mérida               | Yucatán | Non connu | Non connu   | 21° 07′ 24″ N, 89° 43′ 20″ O | Aucune                                                                                  |       |
| Non connu                                                   | Zodzil Norte                     | Mérida               | Yucatán | Non connu | Caverne     | Non connu                    | Aucune                                                                                  |       |
| Dzonot-Tzik (Cénote Bravo)                                  | San Crisanto                     | Sinanché (es)        | Yucatán | Non connu | Non connu   | Non connu                    | Écotourisme                                                                             |       |
| Non connu                                                   | Sabacché (es)                    | Tecoh (es)           | Yucatán | Non connu | Non connu   | Non connu                    | Aucune                                                                                  |       |
| Tza-itza                                                    | Tecoh (es)                       | Tecoh (es)           | Yucatán | La surface du plan d'eau mesure 20 × 15 mètres, avec une profondeur de 0,50 mètre au bord et de 21 mètres au plus profond | Caverne     | Non connu                    | Aucune                                                                                  |       |
| Timul                                                       | Tekit (es)                       | Tekit (es)           | Yucatán | Non connu | Non connu   | Non connu                    | Aucune                                                                                  |       |
| X'Pakay                                                     | Tekit                            | Tekit                | Yucatán | Non connu | Non connu   | Non connu                    | Aucune                                                                                  |       |
| Cénote des sacrifices ou Cénote sacré                       | Chichén Itzá Pisté (es)          | Tinum                | Yucatán | Non connu | Cilindrique | 20° 41′ 16″ N, 88° 34′ 04″ O | Lieu de sacrifices humains et d'offrandes                                               |       |
| X'toloc (Iguane)                                            | Chichén Itzá Pisté               | Tinum                | Yucatán | Non connu | Non connu   | 20° 40′ 49″ N, 88° 34′ 08″ O | Captage d'eau pour les populations locales                                              |       |
| Ik Kil                                                      | Chichén Itzá Pisté               | Tinum                | Yucatán | Non connu | Puits       | 20° 39′ 43″ N, 88° 33′ 01″ O | Situé dans un centre touristique                                                        |       |
| Non connu                                                   | Aké                              | Tixkokob (es)        | Yucatán | Non connu | Caverne     | 20° 57′ 55″ N, 89° 18′ 02″ O | Aucune                                                                                  |       |
| Yaax-Ha (Eau verte)                                         | Tixkokob (es)                    | Tixkokob (es)        | Yucatán | Non connu | Caverne     | 20° 59′ 09″ N, 89° 24′ 07″ O | Aucune                                                                                  |       |
| Kikil                                                       | Kikil (es)                       | Tizimín              | Yucatán | Non connu | Non connu   | Non connu                    | Situé dans un centre touristique                                                        |       |
| Dzitnup                                                     | Valladolid                       | Valladolid           | Yucatán | Non connu | Caverne     | Non connu                    | Aucune                                                                                  |       |
| Sambulá                                                     | Valladolid                       | Valladolid           | Yucatán | Non connu | Non connu   | Non connu                    | Situé dans une station balnéaire                                                        |       |
| Suytún                                                      | Valladolid                       | Valladolid           | Yucatán | Non connu | Non connu   | Non connu                    | Aucune                                                                                  |       |
| Xkekén (Sanglier)                                           | Valladolid                       | Valladolid           | Yucatán | Non connu | Caverne     | Non connu                    | Aucune                                                                                  |       |
| Zací (Faucon blanc)                                         | Valladolid                       | Valladolid           | Yucatán | Non connu | Caverne     | Non connu                    | Aucune                                                                                  |       |
| Non connu                                                   | Yaxuna                           | Yaxcabá (es)         | Yucatán | Non connu | Non connu   | Non connu                    | Aucune                                                                                  |       |
| X'Tojil                                                     | Yaxcabá (es) ou Libre Unión (es) | Yaxcabá              | Yucatán | Non connu | Non connu   | Non connu                    | Aucune                                                                                  |       |
| Explorateurs                                                | Non connu                        | Non connu            | Yucatán | Non connu | Non connu   | Non connu                    | Aucune                                                                                  |       |
| X'Bis                                                       | Non connu                        | Non connu            | Yucatán | Non connu | Non connu   | Non connu                    | Aucune                                                                                  |       |

### Cénotes hors du Yucatan
Des formations qui sont des cénotes sur le plan géologique, portant parfois d’autres noms (sumidero (es), sinkholes, blackholes, blueholes, etc.) ont été recensées dans d’autres régions du monde :
- La grotte ou lac de Melissáni, sur l'île de Céphalonie, en Grèce.
- Hun Nal Ye[12], au Guatémala, situé dans le département d'Alta Verapaz.
- Zacatón, fait partie d'un groupe de cinq cénotes interconnectés situés dans la municipalité d'Aldama, au nord-est de l'État de Tamaulipas au Mexique.
- Bimmah Sinkhole, à Oman[source secondaire souhaitée].
- Grand Trou Bleu, cénote sous-marin au large de la côte du Belize.
- Bottomless Lakes (littéralement : « lacs sans fond »), dans le Parc d'État de Bottomless Lakes au Nouveau-Mexique (États-Unis).
- Gouffre de l'Œil Doux, cénote situé dans le Massif de la Clape, sur la commune de Fleury (Aude).
- Sima Humboldt, sur le tepuy Sarisariñama, dans l'État de Bolívar, au Venezuela.
- Cénote de Thibault, Selayar, en Sulawesi du Sud, Indonésie[source secondaire souhaitée].
- Boesmansgat, dans la province Cap-Nord en Afrique du Sud.
- Bonito dans l'état de Mato Grosso do Sul au Brésil.
- Pozzo del Merro en Italie, qui descend à 392 mètres sous l'eau.
- Hranicka propast (cs) en Tchéquie, qui descend à 404 mètres sous l'eau.
- Trou aux tortues, à Ouvéa, en Nouvelle-Calédonie[source secondaire souhaitée].
- Autres cénotes sur les îles de Lifou et Maré, sur lentille d'eau douce, en Nouvelle-Calédonie.

## Galerie

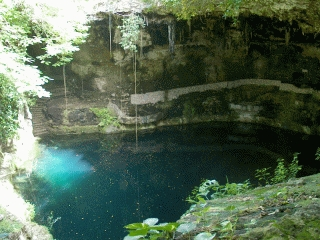
Cénote de Valladolid.
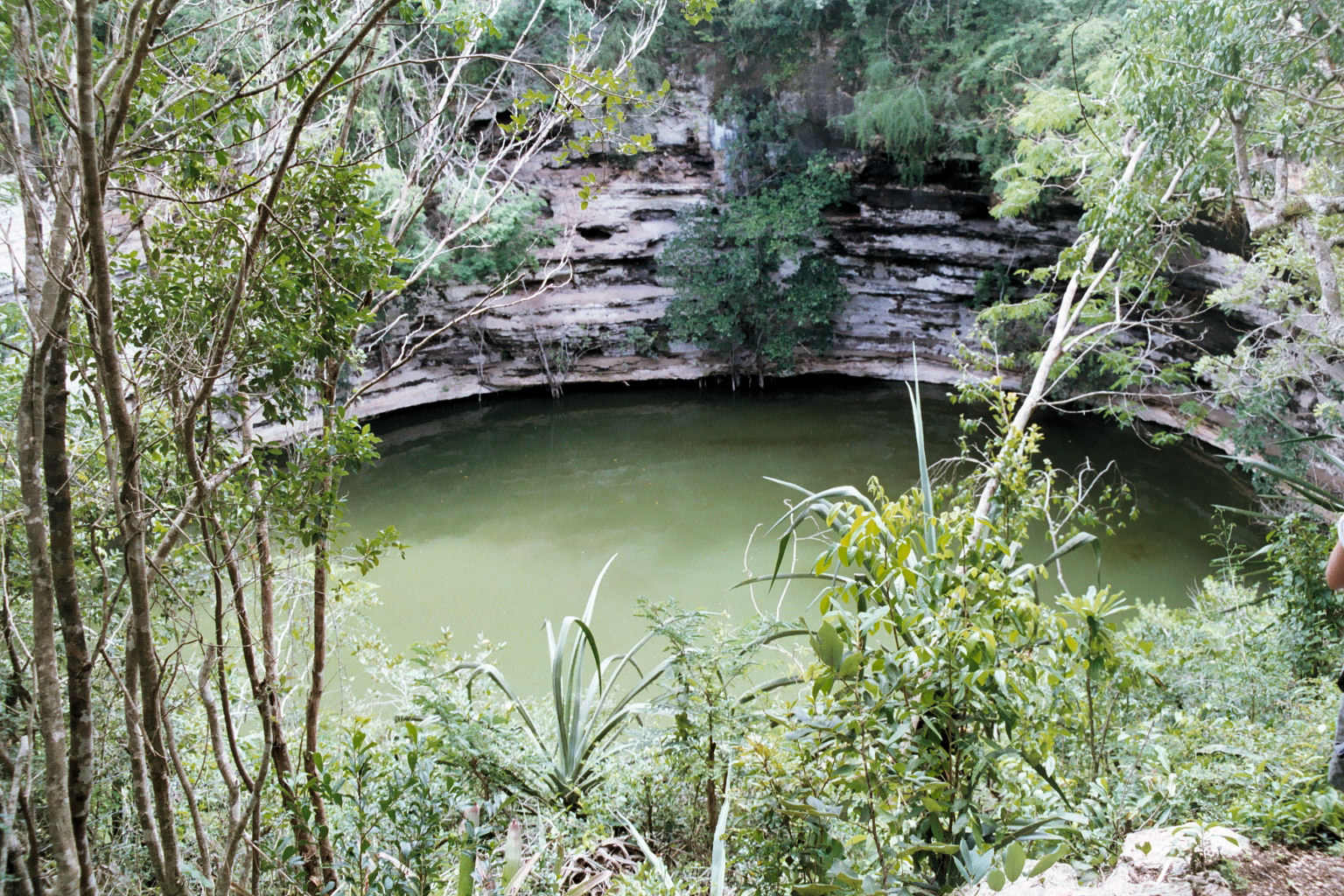
Cénote sacré de Chichén Itzá.
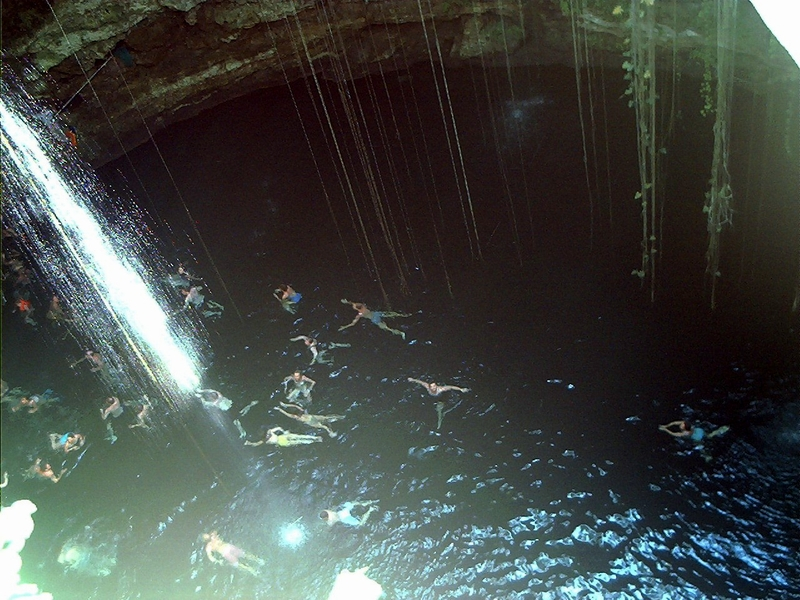
Cénote au Quintana Roo.
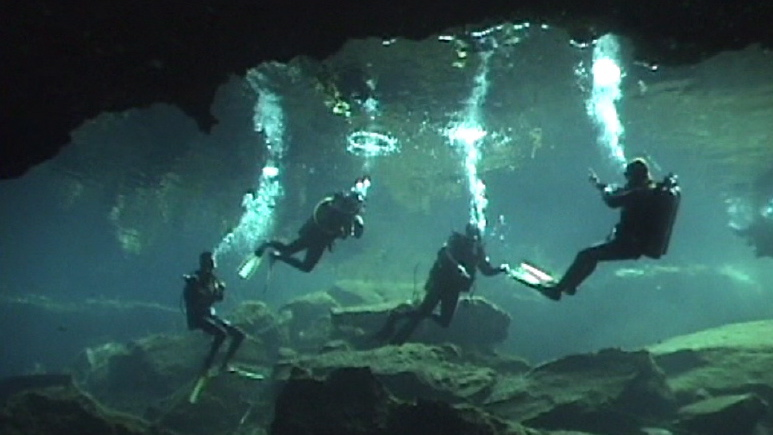
Plongée dans un cénote.
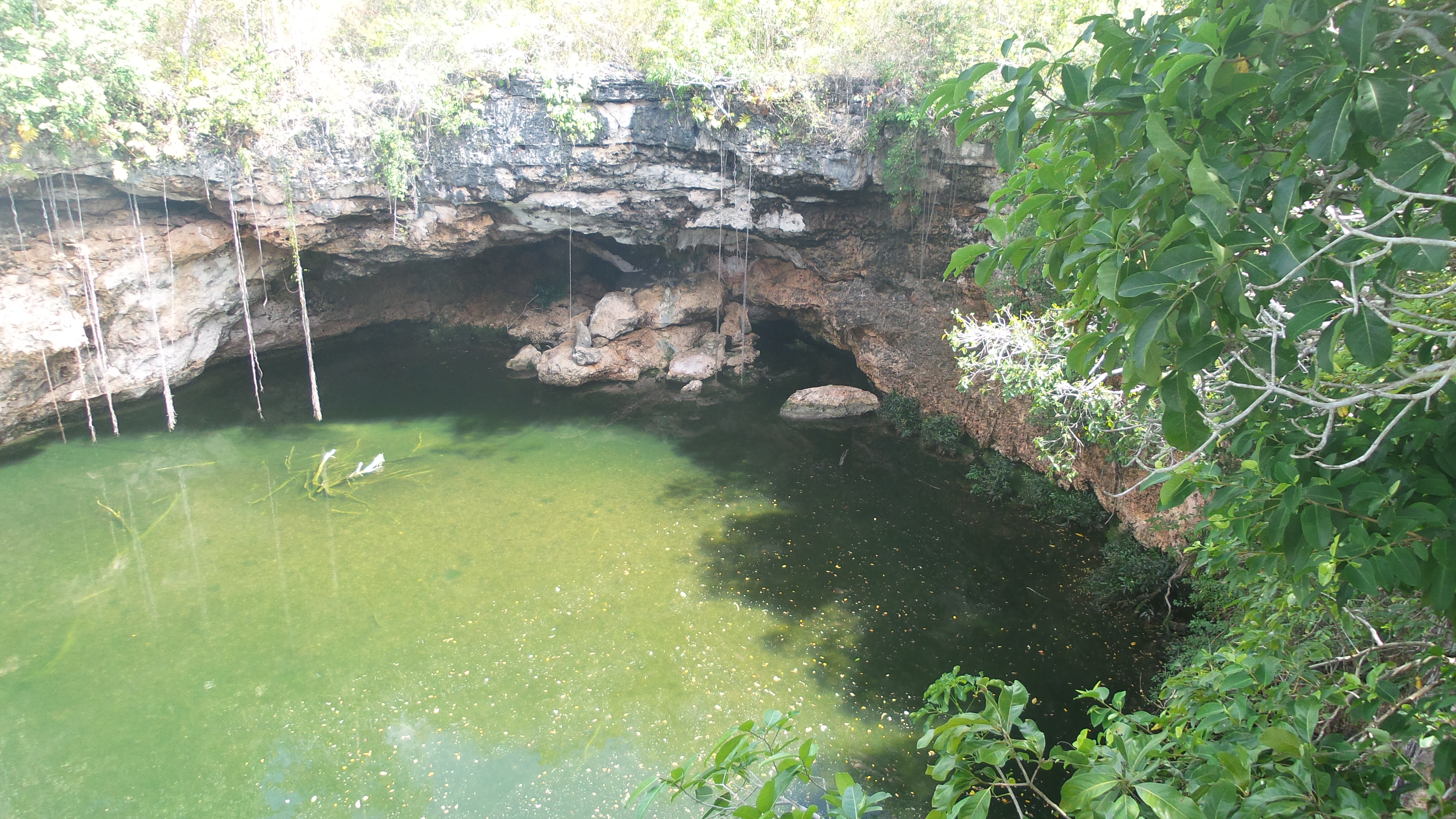
Cénote situé à Selayar (Sulawesi du sud, Indonésie).
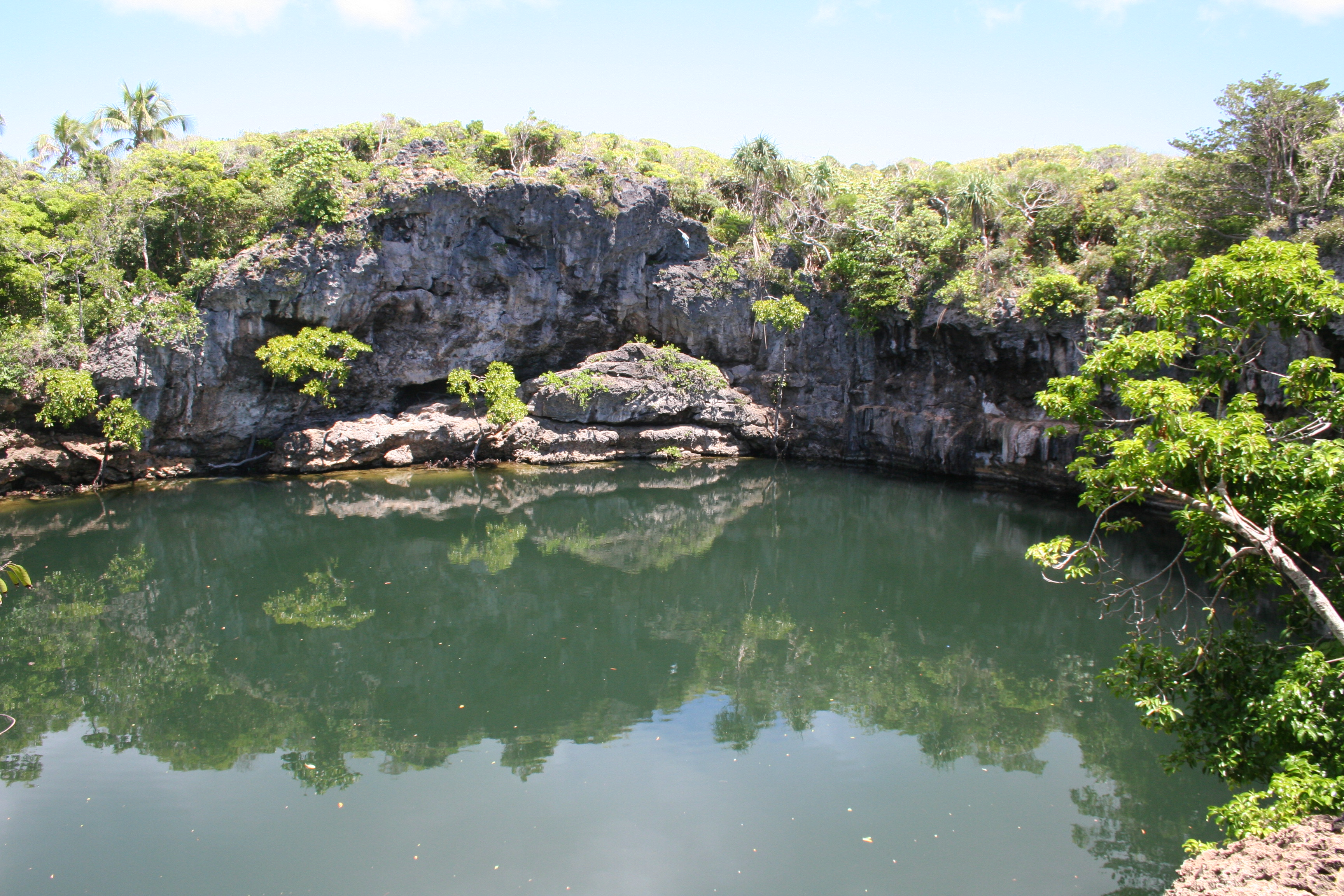
Cénote situé à Ouvéa en Nouvelle-Calédonie.